# Pyrostria
Pyrostria é um género botânico pertencente à família Rubiaceae.

## Espécies
- Pyrostria affinis
- Pyrostria alaotrensis
- Pyrostria alluaudii
- Pyrostria ambongensis
- Pyrostria ampijoroensis
- Pyrostria amporoforensis
- Pyrostria analamazaotrensis
- Pyrostria andilanensis
- Pyrostria angustifolia
- Pyrostria anjouanensis
- Pyrostria ankaranensis
- Pyrostria ankazobeensis Arènes ex
- Pyrostria antsalovensis
- Pyrostria antsirananensis
- Pyrostria asosa
- Pyrostria bibracteata
- Pyrostria bispathacea
- Pyrostria breonii
- Pyrostria brunnescens
- Pyrostria capuronii
- Pyrostria chapmanii
- Pyrostria cochinchinensis
- Pyrostria commersonii
- Pyrostria cordifolia
- Pyrostria cordifolia
- Pyrostria fasciculata
- Pyrostria ferruginea
- Pyrostria heliconioides
- Pyrostria hystrix
- Pyrostria inflata
- Pyrostria isomonensis
- Pyrostria italyensis
- Pyrostria ixorifolia
- Pyrostria lobulata
- Pyrostria longiflora
- Pyrostria louvelii
- Pyrostria macrophylla
- Pyrostria macrophylla
- Pyrostria madagascariensis
- Pyrostria major
- Pyrostria media
- Pyrostria neriifolia
- Pyrostria obovata
- Pyrostria oleifolia (
- Pyrostria orbicularis
- Pyrostria pendula
- Pyrostria perrieri
- Pyrostria phyllanthoidea
- Pyrostria polymorpha
- Pyrostria princei
- Pyrostria pseudocommersonii
- Pyrostria revoluta
- Pyrostria richardiae
- Pyrostria sambavensis
- Pyrostria sarodranensis
- Pyrostria serpentina
- Pyrostria socotrana
- Pyrostria suarezensis
- Pyrostria tulearensis
- Pyrostria urschii
- Pyrostria uzungwaensis
- Pyrostria variistipula
- Pyrostria verdcourtii
- Pyrostria viburnoides